# 里德克里克 (喬治亞州)
里德克里克（英語：Reed Creek）是位於美國喬治亞州哈特縣的一個人口普查指定地區。

## 地理
里德克里克的座標為34°26′31″N 82°54′51″W / 34.44194°N 82.91417°W，而該地最高點為海拔高度250米（即820英尺）。

## 人口
根據2010年美國人口普查的數據，里德克里克的面積為4.54平方千米，當中陸地面積為4.48平方千米，而水域面積為0.06平方千米。當地共有人口2604人，而人口密度為每平方千米573人。